# Diego Lagos
Diego Eduardo Lagos (ur. 5 marca 1986 w Mar del Plata) – argentyński piłkarz występujący na pozycji lewego pomocnika, obecnie zawodnik meksykańskiego Pumas UNAM.

## Kariera klubowa
Lagos jest wychowankiem zespołu Club Atlético Lanús, do którego seniorskiej drużyny został włączony jako siedemnastolatek przez szkoleniowca Miguela Ángela Brindisiego. W argentyńskiej Primera División zadebiutował 21 listopada 2003 w wygranym 3:2 spotkaniu z Newell's Old Boys, natomiast premierowego gola w najwyższej klasie rozgrywkowej strzelił 7 marca 2005 w wygranej 5:0 konfrontacji z Olimpo. W wiosennym sezonie Clausura 2006 zdobył ze swoją ekipą tytuł wicemistrza kraju, jednak pozostawał wówczas głębokim rezerwowym drużyny. Podczas jesiennych rozgrywek Apertura 2007 wywalczył natomiast z prowadzonym przez Ramóna Cabrero zespołem Lanús pierwsze i jedyne jak dotąd w historii klubu mistrzostwo Argentyny, lecz zaledwie dwukrotnie pojawiał się wówczas na boisku. Podczas rozgrywek Clausura 2011 ponownie zanotował tytuł wicemistrzowski, przez cały ośmioletni pobyt w Lanús (z wyjątkiem rozgrywek 2008/2009) pełniąc jednak wyłącznie rolę rezerwowego.
Latem 2011, nie mogąc wywalczyć sobie miejsca w wyjściowym składzie Lanús, Lagos na zasadzie wolnego transferu odszedł do drugoligowego Instituto AC Córdoba, gdzie spędził rok jako podstawowy piłkarz, będąc bardzo blisko promocji na najwyższy szczebel rozgrywek – jego drużyna po zajęciu trzeciego miejsca przegrała decydujący o awansie z San Lorenzo. W lipcu 2012, również jako wolny zawodnik, podpisał umowę z innym drugoligowcem – Rosario Central. Tam z miejsca został kluczowym graczem linii pomocy i w sezonie 2012/2013 wygrał z nim rozgrywki Primera B Nacional i wywalczył awans do pierwszej ligi, gdzie spędził w barwach Central jeszcze sześć miesięcy. Na początku 2014 roku wyjechał do Meksyku, gdzie został piłkarzem klubu Pumas UNAM z siedzibą w stołecznym mieście Meksyk. W jego barwach 25 stycznia w wygranym 2:1 meczu z Tigres UANL zadebiutował w tamtejszej Liga MX, zaś pierwszą bramkę zdobył 16 marca tego samego roku w wygranym 5:0 pojedynku z Atlante.
| Sezon     | Klub                 | Kraj      | Rozgrywki          | Mecze | Bramki |
| --------- | -------------------- | --------- | ------------------ | ----- | ------ |
| 2003/2004 | Club Atlético Lanús  | Argentyna | Primera División   | 7     | 0      |
| 2004/2005 | Club Atlético Lanús  | Argentyna | Primera División   | 1     | 1      |
| 2005/2006 | Club Atlético Lanús  | Argentyna | Primera División   | 14    | 1      |
| 2006/2007 | Club Atlético Lanús  | Argentyna | Primera División   | 16    | 2      |
| 2007/2008 | Club Atlético Lanús  | Argentyna | Primera División   | 3     | 0      |
| 2008/2009 | Club Atlético Lanús  | Argentyna | Primera División   | 29    | 8      |
| 2009/2010 | Club Atlético Lanús  | Argentyna | Primera División   | 9     | 1      |
| 2010/2011 | Club Atlético Lanús  | Argentyna | Primera División   | 5     | 0      |
| 2011/2012 | Instituto AC Córdoba | Argentyna | Primera B Nacional | 34    | 8      |
| 2012/2013 | Rosario Central      | Argentyna | Primera B Nacional | 37    | 6      |
| 2013/2014 | Rosario Central      | Argentyna | Primera División   | 18    | 1      |
| 2013/2014 | Pumas UNAM           | Meksyk    | Liga MX            | 12    | 1      |

## Kariera reprezentacyjna
W 2003 roku Lagos został powołany przez szkoleniowca Hugo Tocallego do reprezentacji Argentyny U-17 na Młodzieżowe Mistrzostwa Ameryki Południowej. Tam pełnił rolę podstawowego gracza swojej drużyny, rozgrywając sześć z siedmiu spotkań i trzykrotnie wpisując się na listę strzelców – w pierwszej rundzie w meczach z Paragwajem (5:0) i Peru (3:0) oraz w rundzie finałowej z Urugwajem (2:1). Jego kadra triumfowała natomiast w tych rozgrywkach, notując cztery zwycięstwa i trzy remisy i zakwalifikowała się na Mistrzostwa Świata U-17 w Finlandii. Na młodzieżowym mundialu Lagos również miał pewne miejsce w wyjściowym składzie, występując w pięciu z sześciu możliwych pojedynków i zdobył bramkę w meczu o trzecie miejsce z Kolumbią (1:1, 5:4 po karnych). Młodzi Argentyńczycy, mający w składzie graczy takich jak Ezequiel Garay, Lucas Biglia czy Fernando Gago, odpadli natomiast z turnieju w półfinale i zajęli trzecie miejsce w światowym czempionacie.